# Higashimatsushima, Miyagi
Higashimatsushima (東松島市 Higashimatsushima-shi) là thành phố thuộc tỉnh Miyagi, Nhật Bản. Tính đến ngày 1 tháng 10 năm 2020, dân số ước tính thành phố là 39.098 người và mật độ dân số là 380 người/km². Tổng diện tích thành phố là 101,86 km².

## Lịch sử

### Động đất và sóng thần Tōhoku 2011

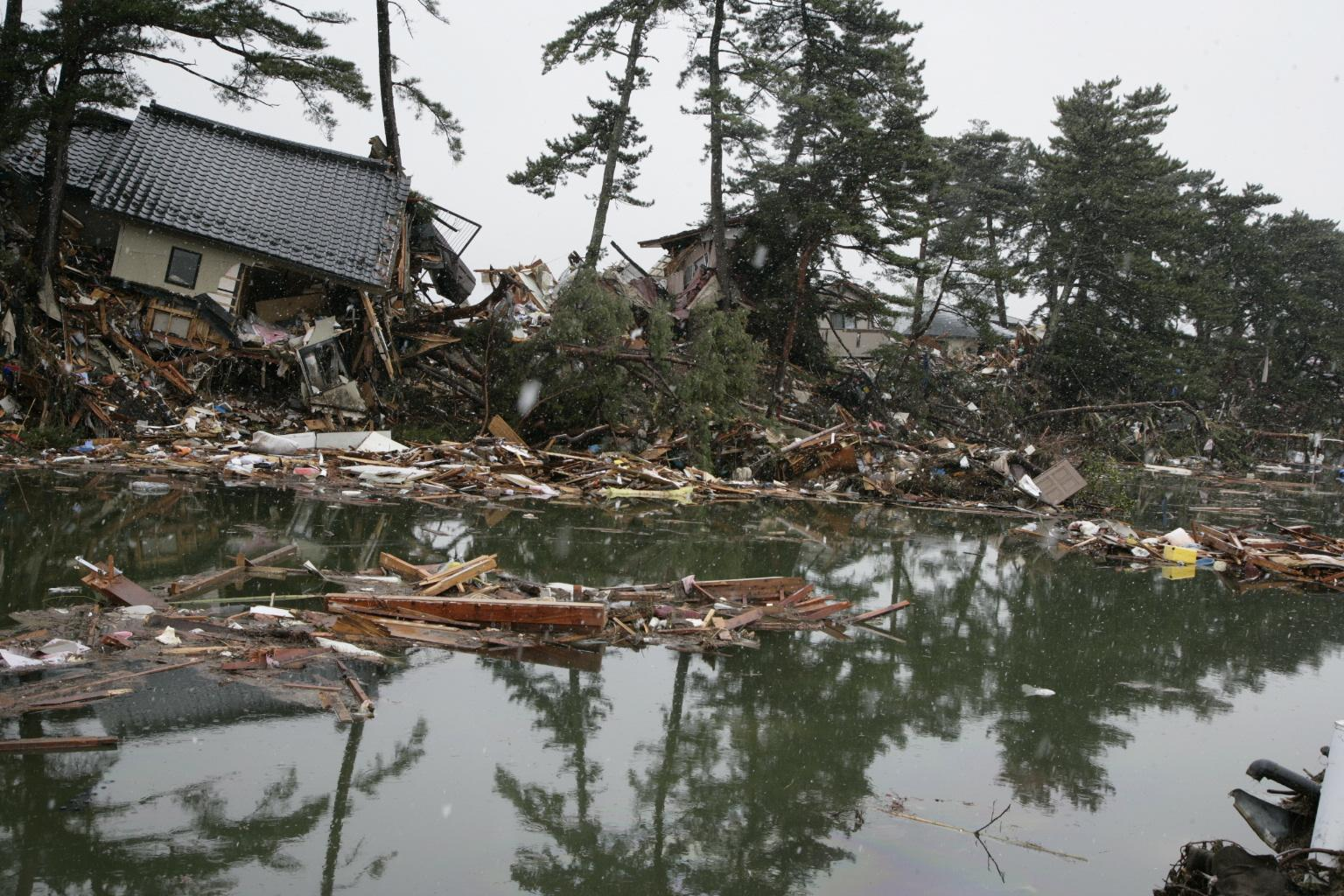
Nobiru, Higashimatsushima

Trong trận Động đất và sóng thần Tōhoku 2011, thành phố Higashimatsushima đã bị sóng thần tàn phá kinh khủng làm 1.039 người thiệt mạng và hơn 11.000 công trình kiến trúc bị phá hủy, tương đương khoảng 2/3 số tòa nhà.

## Địa lý
Higashimatsushima nằm ở phía đông của tỉnh Miyagi, thuộc vùng Tōhoku. Thành phố giáp vịnh Matsushima ở phía Tây, giáp Thái Bình Dương (vịnh Ishinomaki) ở phía Nam.

### Thành phố lân cận
- Ishinomaki
- Misato
- Matsushima

### Khí hậu
| Dữ liệu khí hậu của Higashimatsushima    | Dữ liệu khí hậu của Higashimatsushima | Dữ liệu khí hậu của Higashimatsushima | Dữ liệu khí hậu của Higashimatsushima | Dữ liệu khí hậu của Higashimatsushima | Dữ liệu khí hậu của Higashimatsushima | Dữ liệu khí hậu của Higashimatsushima | Dữ liệu khí hậu của Higashimatsushima | Dữ liệu khí hậu của Higashimatsushima | Dữ liệu khí hậu của Higashimatsushima | Dữ liệu khí hậu của Higashimatsushima | Dữ liệu khí hậu của Higashimatsushima | Dữ liệu khí hậu của Higashimatsushima | Dữ liệu khí hậu của Higashimatsushima |
| Tháng                                    | 1                                     | 2                                     | 3                                     | 4                                     | 5                                     | 6                                     | 7                                     | 8                                     | 9                                     | 10                                    | 11                                    | 12                                    | Năm                                   |
| ---------------------------------------- | ------------------------------------- | ------------------------------------- | ------------------------------------- | ------------------------------------- | ------------------------------------- | ------------------------------------- | ------------------------------------- | ------------------------------------- | ------------------------------------- | ------------------------------------- | ------------------------------------- | ------------------------------------- | ------------------------------------- |
| Cao kỉ lục °C (°F)                       | 12.5 (54.5)                           | 19.6 (67.3)                           | 21.6 (70.9)                           | 29.7 (85.5)                           | 30.7 (87.3)                           | 31.4 (88.5)                           | 34.9 (94.8)                           | 35.8 (96.4)                           | 33.2 (91.8)                           | 28.7 (83.7)                           | 21.9 (71.4)                           | 16.6 (61.9)                           | 35.8 (96.4)                           |
| Trung bình ngày tối đa °C (°F)           | 5.0 (41.0)                            | 5.9 (42.6)                            | 10.5 (50.9)                           | 15.1 (59.2)                           | 20.6 (69.1)                           | 23.1 (73.6)                           | 26.7 (80.1)                           | 28.8 (83.8)                           | 25.5 (77.9)                           | 19.9 (67.8)                           | 13.7 (56.7)                           | 7.4 (45.3)                            | 16.9 (62.3)                           |
| Trung bình ngày °C (°F)                  | 0.8 (33.4)                            | 1.3 (34.3)                            | 5.2 (41.4)                            | 9.8 (49.6)                            | 15.6 (60.1)                           | 19.1 (66.4)                           | 22.8 (73.0)                           | 24.6 (76.3)                           | 21.0 (69.8)                           | 14.8 (58.6)                           | 8.4 (47.1)                            | 2.9 (37.2)                            | 12.2 (53.9)                           |
| Tối thiểu trung bình ngày °C (°F)        | −3.4 (25.9)                           | −3.2 (26.2)                           | −0.3 (31.5)                           | 4.2 (39.6)                            | 11.3 (52.3)                           | 15.9 (60.6)                           | 20.0 (68.0)                           | 21.3 (70.3)                           | 17.0 (62.6)                           | 9.7 (49.5)                            | 3.2 (37.8)                            | −1.2 (29.8)                           | 7.9 (46.2)                            |
| Thấp kỉ lục °C (°F)                      | −13.0 (8.6)                           | −13.3 (8.1)                           | −6.6 (20.1)                           | −2.2 (28.0)                           | 3.7 (38.7)                            | 8.9 (48.0)                            | 13.8 (56.8)                           | 13.3 (55.9)                           | 7.2 (45.0)                            | 1.0 (33.8)                            | −4.6 (23.7)                           | −9.9 (14.2)                           | −13.3 (8.1)                           |
| Lượng Giáng thủy trung bình mm (inches)  | 34.1 (1.34)                           | 25.1 (0.99)                           | 79.1 (3.11)                           | 97.1 (3.82)                           | 94.3 (3.71)                           | 100.7 (3.96)                          | 135.1 (5.32)                          | 118.6 (4.67)                          | 157.5 (6.20)                          | 147.6 (5.81)                          | 48.0 (1.89)                           | 43.3 (1.70)                           | 1.089,4 (42.89)                       |
| Số ngày giáng thủy trung bình (≥ 1.0 mm) | 4.8                                   | 5.7                                   | 6.7                                   | 8.3                                   | 9.2                                   | 8.4                                   | 11.5                                  | 10.3                                  | 10.3                                  | 8.2                                   | 5.8                                   | 6.7                                   | 95.9                                  |
| Nguồn: Cục Khí tượng Nhật Bản            |                                       |                                       |                                       |                                       |                                       |                                       |                                       |                                       |                                       |                                       |                                       |                                       |                                       |